# Ленинская (станция метро, Нижний Новгород)
«Ле́нинская» — 3-я станция Нижегородского метрополитена. Расположена на Автозаводской линии, между станциями «Чкаловская» и «Заречная».
Станция расположена на границе Канавинского и Ленинского районов в микрорайоне Молитовский. Недалеко от станции находится памятный знак, посвященный началу строительства метро в декабре 1977 года.

## История и происхождение названия
Строительство Нижегородского метрополитена началось от станции «Ленинская», 17 декабря 1977 года. В этот день были забиты первые сваи в основание станции. От неё с 1978 года началась проходка тоннелей.
Открытие станции состоялось 20 ноября 1985 года в составе первого пускового участка Автозаводской линии Нижегородского метрополитена «Московская» — «Пролетарская».
Своё название получила по одноимённому проспекту.

## Вестибюли и пересадки
Имеет два подземных вестибюля для входа и выхода пассажиров.

## Расположенные у метро объекты
- Здание управления Горьковской железной дороги;
- Театр «Преображение» (бывший кинотеатр «Искра»);
- НПП «Полёт»;
- Рынок «КомсоМОЛка»;
- Торговый центр «Карусель»;
- Ресторан «Вкусно — и точка»;
- Торговый центр «О’кей»;
- ЖК «Аквамарин»;

## Привязка общественного транспорта
Возле станции «Ленинская» проходит несколько маршрутов городского общественного транспорта:

### Трамвайные маршруты
| №  | Пересадки                         | Конечный пункт 1  | Следует по улицам | Конечный пункт 2    |
| -- | --------------------------------- | ----------------- | --- | ------------------- |
| 3  | Московская Чкаловская             | Московский вокзал | ул. Чкалова, ул. Октябрьской Революции, пл. Комсомольская, ул. Профинтерна, ул. Г. Успенского                                       | Парк «Дубки»        |
| 27 | Московская Чкаловская Горьковская | Московский вокзал | ул. Чкалова, ул. Октябрьской Революции, пл. Комсомольская, ул. М. Ямская, пл. Лядова, ул. Белинского, ул. Ошарская, ул. Н. Сусловой | Трамвайное депо № 1 |

### Автобусные маршруты
| №  | Пересадки                                                                                                 | Конечный пункт 1        | Следует по улицам | Конечный пункт 2      |
| -- | --- | ----------------------- | --- | --------------------- |
| 7  | Стрелка Московская                                                                                        | Стрелка                 | ул. Маркса, ул. Акимова, пл. Революции, ул. Июльских Дней, пл. Комсомольская, ул. Голубева, ул. Баумана, ул. Героя Попова | 7 проходная ГАЗ       |
| 9  | Московская Заречная Двигатель Революции Пролетарская                                                      | Завод «Красное Сормово» | ул. Коминтерна, ул. Бурнаковская, ул. С. Акимова, ул. Совнаркомовская, ул. Советская, пл. Революции, ул. Долгополова (обратно — ул. Литвинова), ул. Июльских Дней, пр. Ленина, ул. Переходникова, пр. Бусыгина, ул. Львовская, ул. Плотникова, ул. Краснодонцев, пр. Ильича, ул. Красноуральская, ул. Спутника, ул. Толбухина, ул. Мончегорская                                      | Улица Космическая     |
| 12 | | ЗКПД-4                  | ул. Зайцева, пр. Кораблестроителей, пр. 70-летия Октября, ул. Светлоярская, ул. Циолковского, ул. Лобачевского, ул. Мирошникова, ул. Чаадаева, ул. Рябцева, Московское шоссе, Комсомольское шоссе, пл. Комсомольская, пл. Лядова, пр. Гагарина | Автовокзал «Щербинки» |
| 17 | 435 км Нижний Новгород-Сортировочный                                                                      | Улица Усилова           | ул. Усилова, ул. Родионова, пл. сенная, ул. Белинского, пл. Лядова, пл. Комсомольская, Комсомольское шоссе, Московское шоссе, ул. Лесной Городок, ул. Ухтомского, ул. Электровозная, ул. Движенцев, ул. Гороховецкая, ул. Электровозная | пос. Берёзовский      |
| 19 | Московская Заречная                                                                                       | Высоково                | ул. Полтавская, ул. Белинского, пл. Сенная, ул. Минина, пл. Минина и Пожарского, Зеленский съезд, Нижне-Волжская набережная, пл. Ленина, ул. Советская, пл. Революции, ул. Прокофьева, ул. А. Пешкова, ул. Приокская, ул. Интернациональная, ул. Июльских Дней, пр. Ленина, ул. Самочкина, ул. Кировская, ул. Премудрова (обратно — ул. Волочильная, ул. Дружбы), ул. Порт-Артурская | пос. Дачный           |
| 40 | Горьковская Заречная Двигатель Революции Пролетарская Автозаводская Комсомольская Кировская Парк культуры | Верхние Печёры          | ул. Родионова, пл. Сенная, ул. Минина, пл. Минина и Пожарского, ул. Варварская, пл. Свободы, ул. Горького, пл. Горького, ул. Б. Покровская, пл. Лядова, пл. Комсомольская, пр. Ленина, пл. Киселёва, ул. Веденяпина, Южное шоссе, ул. Я. Купалы, Южный бульвар | микрорайон «Юг»       |
| 51 | Варя Починки                                                                                              | ЗКПД-4                  | ул. Зайцева, пр. Кораблестроителей, ул. Васи Иванова, ул. Старая Канава, ул. Сутырина, Союзный пр., ул. Коминтерна, ул. Страж Революции (назад — ул. 50 лет Победы), пр. Героев, Комсомольское шоссе, пл. Комсомольская, пл. Лядова, пр. Гагарина, ул. Бекетова, пл. Советская, ул. Ванеева, ул. Рокоссовского                                                                       | Кузнечиха-2           |
| 58 | Горьковская Заречная Двигатель Революции Пролетарская                                                     | Улица Деловая           | ул. Родионова, пл. Сенная, ул. Минина, пл. Минина и Пожарского, ул. Варварская, пл. Свободы, ул. Горького, пл. Горького, ул. Б. Покровская, пл. Лядова, пл. Комсомольская, пр. Ленина, ул. Переходникова, пр. Бусыгина, ул. Дьяконова, пр. Октября, пр. Ильича, ул. Красноуральская, ул. Спутника, ул. Толбухина, ул. Мончегорская                                                   | Улица Космическая     |
| 66 | Стрелка Московская Заречная Двигатель Революции                                                           | Стрелка                 | ул. К. Маркса, ул. С. Акимова, ул. Совнаркомовская, ул. Советская, пл. Революции, ул. Долгополова (обратно — ул. Литвинова), ул. Июльских Дней, пр. Ленина, Мызинский мост, пр. Гагарина | Автовокзал «Щербинки» |
| 89 | Чаадаево Канавинская Московская                                                                           | пос. Новая Стройка      | ул. Чаадаева, ул. Ярошенко, ул. Рябцева, Московское шоссе, пл. Революции, ул. Долгополова (обратно — ул. Литвинова), ул. Июльских Дней, пр. Ленина, пл. Комсомольская, ул. Голубева, ул. Баумана, ул. Памирская | Улица Памирская       |

- Маршрутное такси:
  - № т13 «Пл. Революции — ул Баумана — мкр. Юг»
  - № т29 «Красное сормово — пл. Лядова — А/С „Щербинки“»
  - № т37 «Пл. Горького — Ж/Д станция „Петряевка“»
  - № т40 «Ул. Усилова — мкр. Юг»
  - № т67 «метро „Стрелка“ — пр. Ленина — ул. Космическая»
  - № т81 «Кузнечиха-2 — пл. Лядова — Соцгород-2»
  - № т86 «метро „Стрелка“ — А/С „Щербинки“»
  - № т87 «катер „Герой“ — ЖК „Торпедо“»
  - № т94 «ЗКПД-4 — пл. Лядова — мкр. Цветы»
  - № 138 «метро „Стрелка“ — соцгород-2»

## Техническая характеристика
Станция односводчатая мелкого заложения.

## Расписание
| станция         | первый поезд | последний поезд |
| --------------- | ------------ | --------------- |
| «Горьковская»   | 05:33        | 00:14           |
| «Парк Культуры» | 05:23        | 00:24           |

## Архитектура и оформление

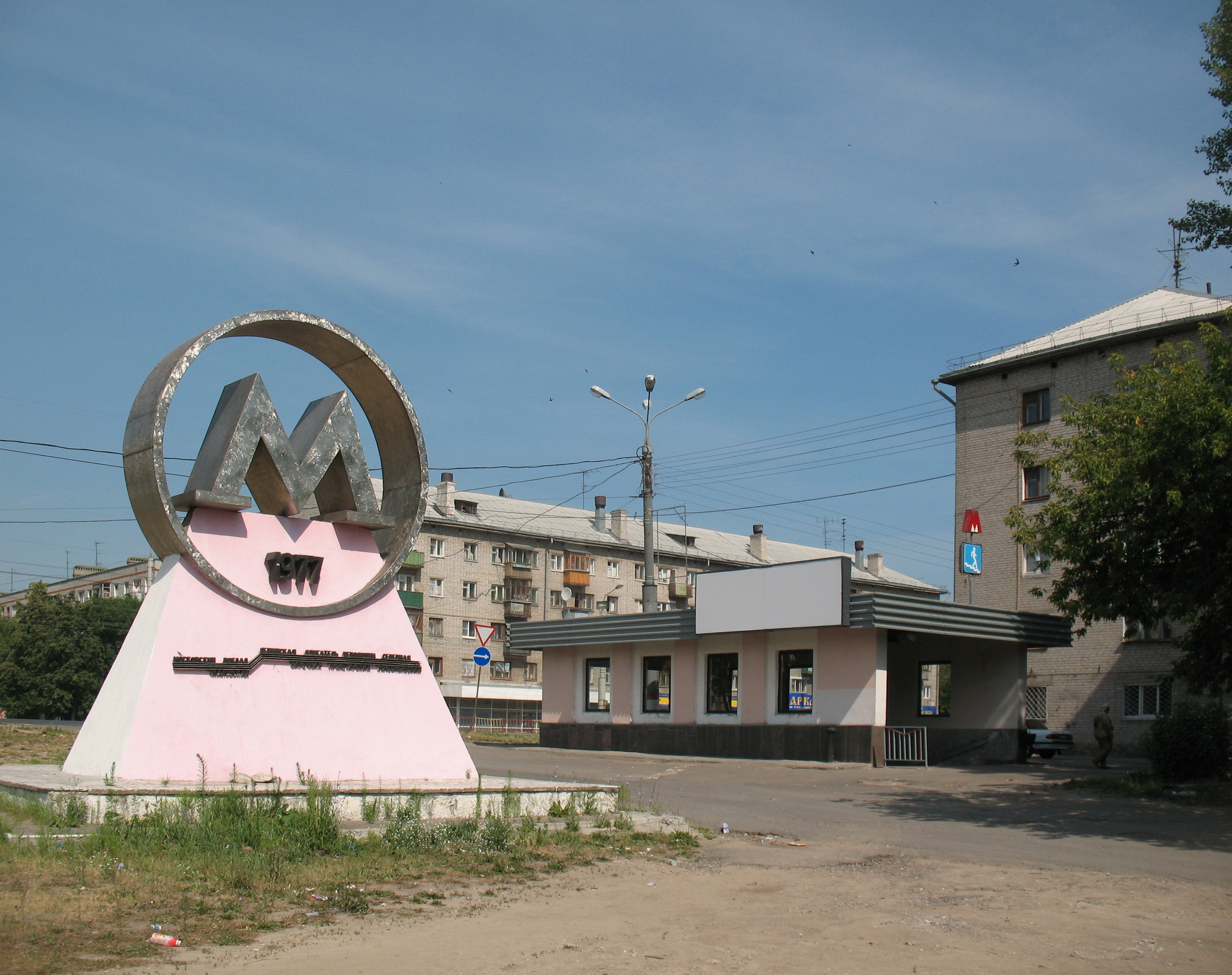
Памятный знак о начале строительства метро (2007, на старом месте)

Свод станции полностью побелён, украшен нишами, расширяющимися от путевых стен к вершине свода. Цоколь облицован полированным чёрным мрамором. На своде два ряда оригинальных светильников трапецеидальной формы. Подземные вестибюли оформлены рядом керамических панно на тему «В. И. Ленин и Октябрьская Революция». В южном вестибюле, ведущем к Комсомольскому шоссе, 17 декабря 2012 года был поставлен бюст метростроителям, в честь 35-й годовщины начала строительства Нижегородского метрополитена.
На улице возле одного из выходов находится памятный знак посвящённый началу строительства метро. В 2010-х годах на его месте был построен Макдональс, а знак перенесён за новое здание.

## Галерея

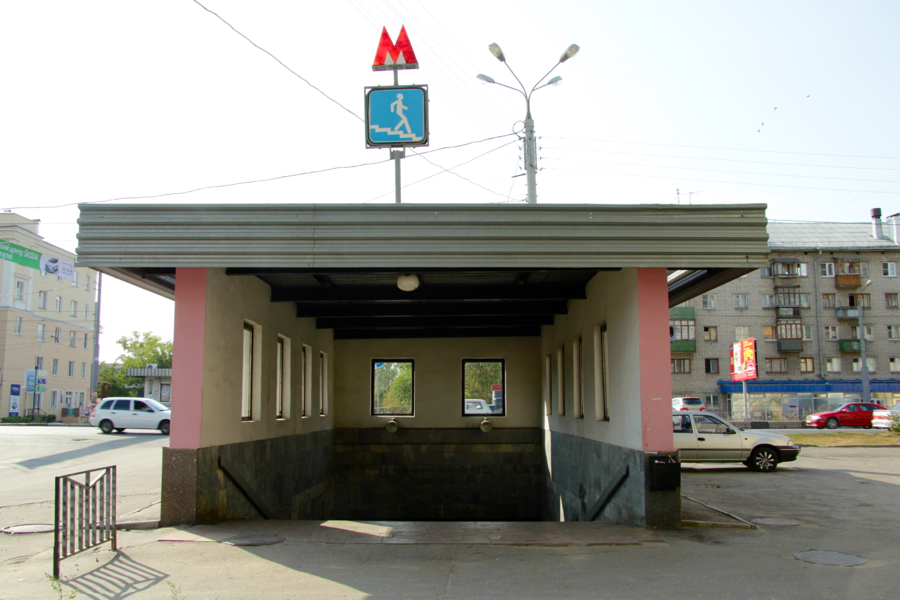
Вход на станцию
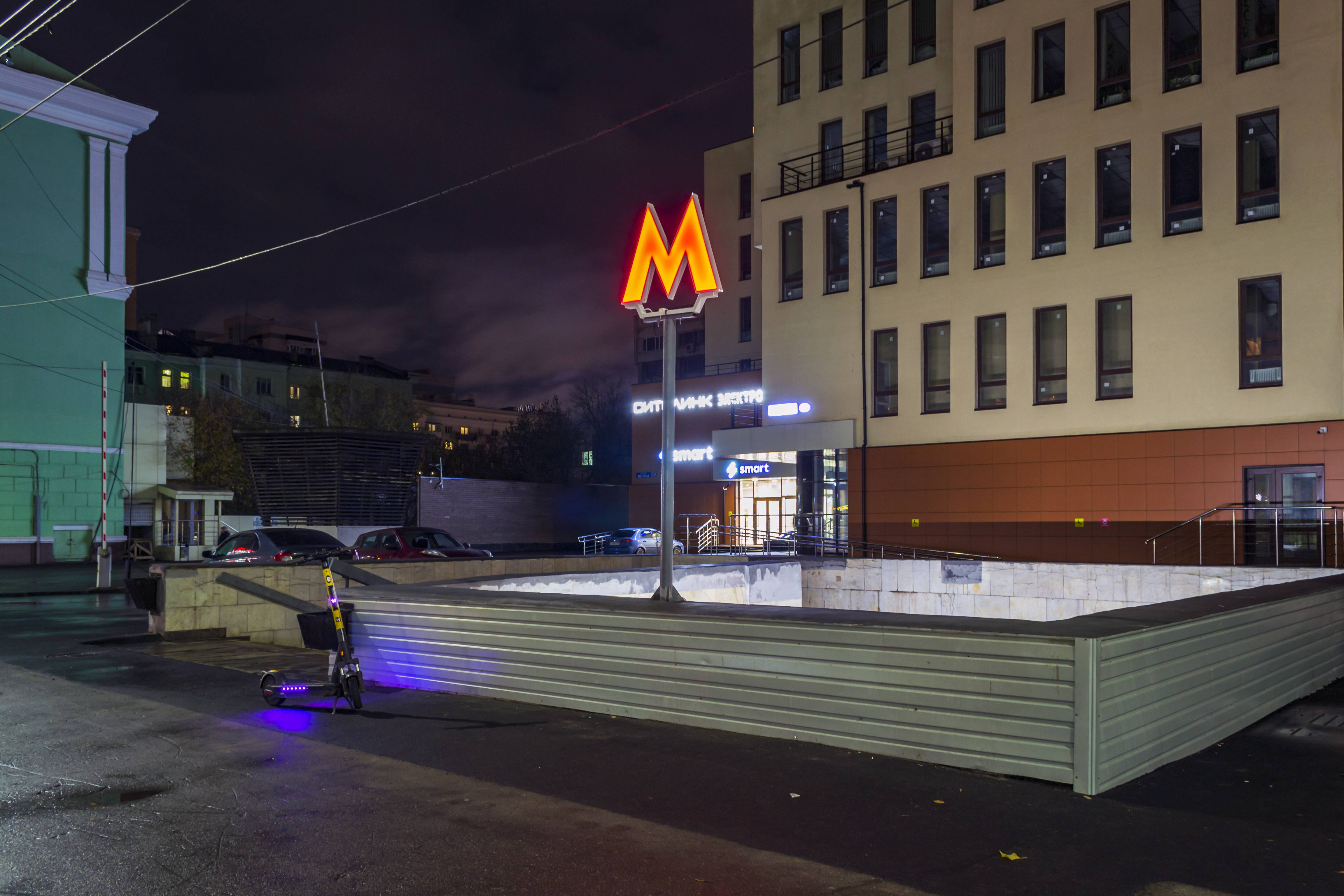
Вход на станцию
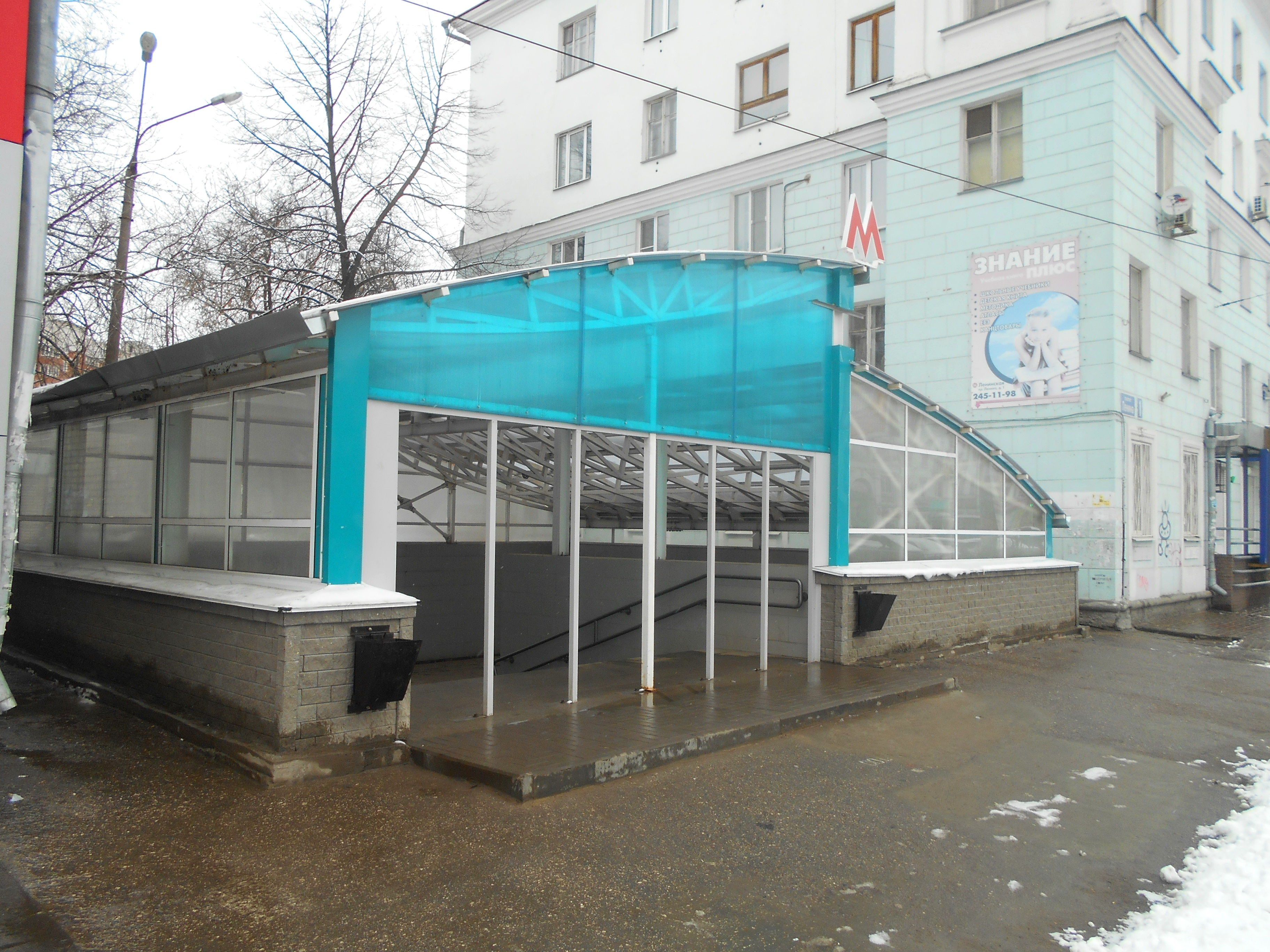
Вход на станцию
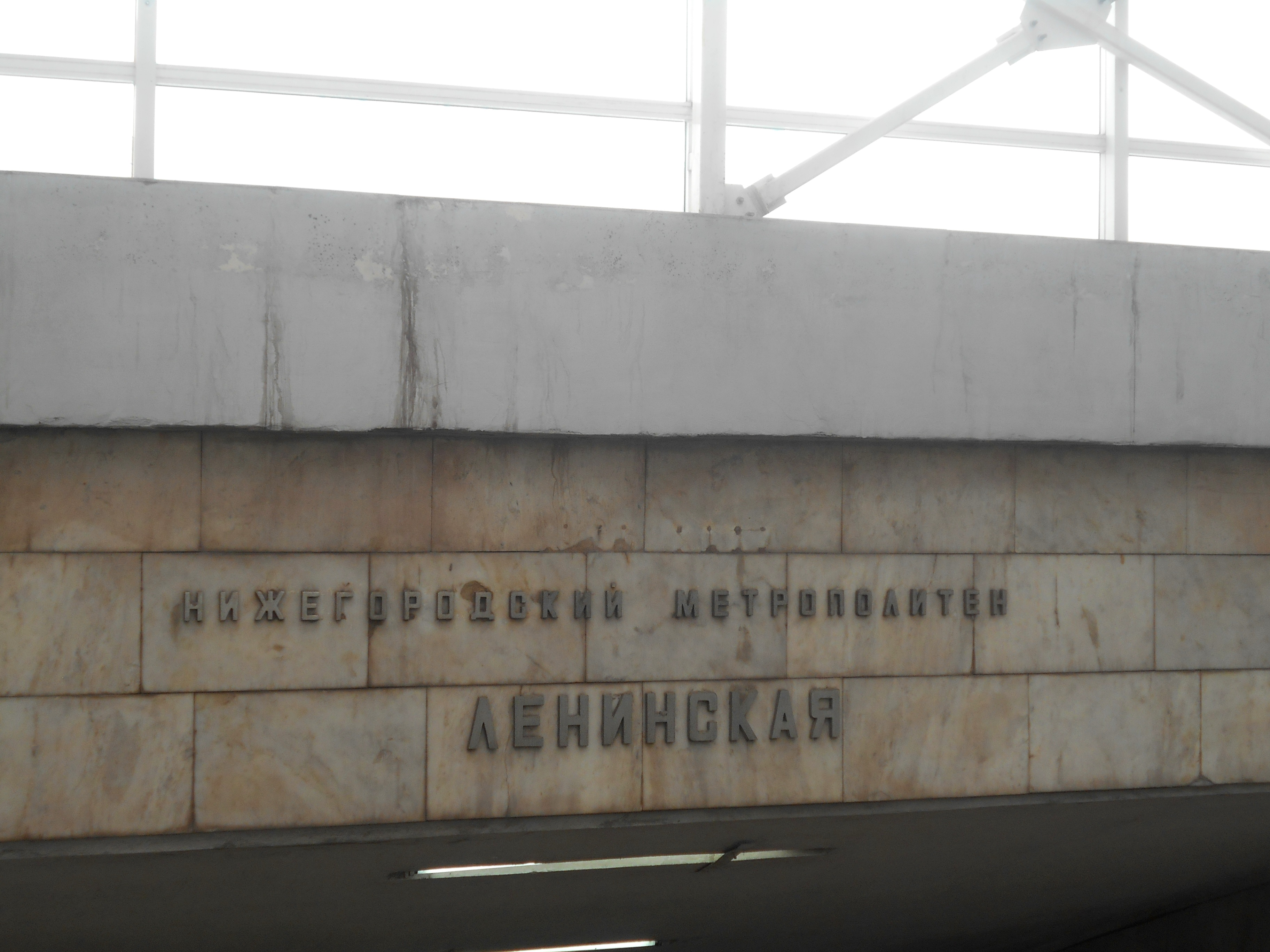
Название станции и метрополитена
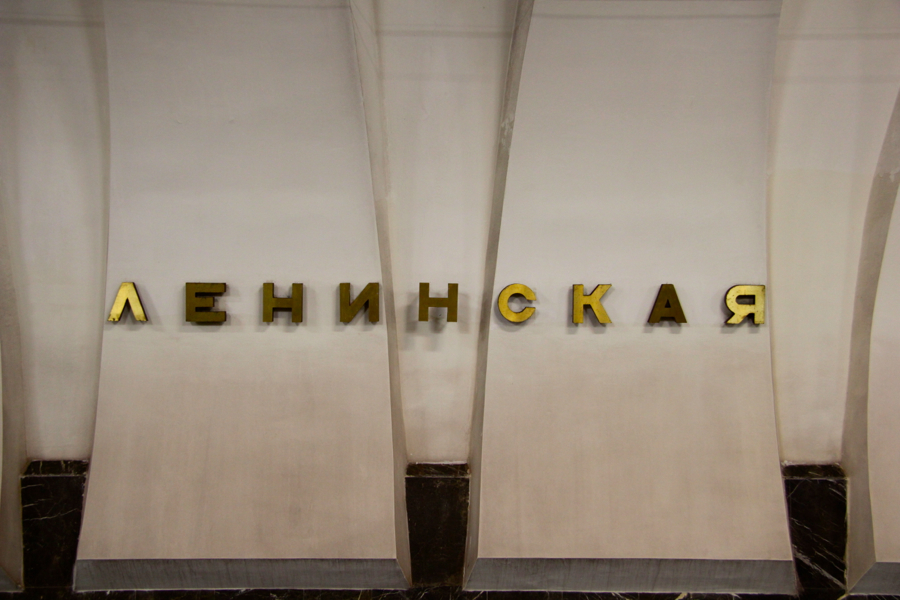
Название станции на путевой стене
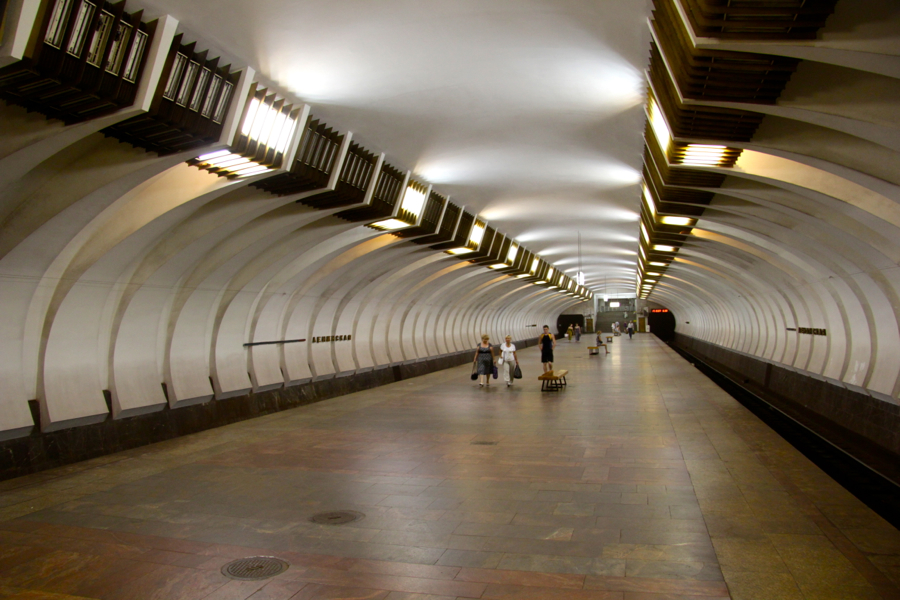
Зал станции